# Zeche Louisenglück (Schwerte)
Die Zeche Louisenglück ist ein ehemaliges Steinkohlenbergwerk in Schwerte-Westhofen. Das Bergwerk hat eine über 60-jährige Geschichte. Das Bergwerk befand sich an der Stadtgrenze zu Dortmund-Syburg am Nordwesthang des Ebbergs im oberen Mühlenbachtal, südwestlich des heutigen Reiterhofs Braas.

## Bergwerksgeschichte

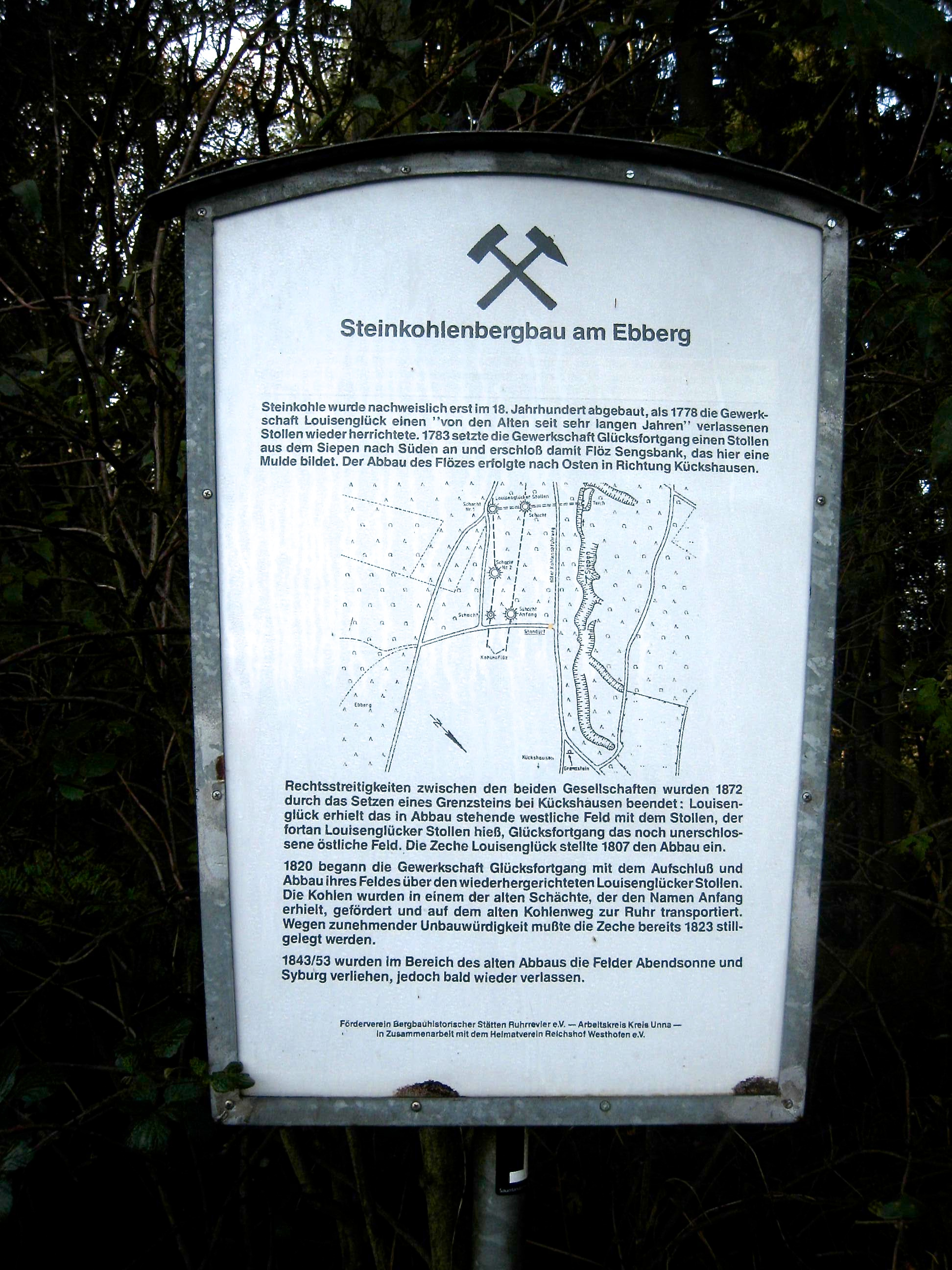
Informationstafel zum Steinkohlebergbau am Ebberg

### Die Anfänge
Am 21. Februar des Jahres 1778 wurde durch den Kaufmann Johannes Rupe aus Iserlohn eine General-Mutung beim Märkischen Bergamt eingelegt. Allerdings erhielt Rupe vom Bergamt keine Antwort auf das Mutungsbegehren. Aus diesem Grund sah sich Rupe im Mai desselben Jahres gezwungen, zu handeln. Am 23. Mai des Jahres 1778 wurde eine Mutung auf ein bereits ins Bergfreie gefallene Steinkohlenbergwerk eingelegt. Bei dieser Mutung traten Johannes Rupe et Consorten als Muter auf. Am 8. Juli desselben Jahres und am 25. August des darauffolgenden Jahres wurde durch einen Muter mit dem Namen Kriegsrat von Sudhausen jeweils eine Mutung auf ein benachbartes Feld eingelegt. Beide Felder befanden sich am Nordufer des Mühlenbaches. Da sich die Gewerken nicht an die Anweisungen des Oberbergmeisters hielten und ihren Stollen entgegen der Anweisung anlegten, kam es im Nachhinein zu einem Streit zwischen den Besitzern der beiden Bergwerke. Bei der Auffahrung seines Stollens hatte sich Rupe bei der Himmelsrichtung geirrt. Dieser Fehler war vom Bergamt anfänglich nicht erkannt worden. Im Jahr 1783 änderte Rupe die Erstreckung seiner Mutung, dabei änderte er die Himmelsrichtung von Westen nach Osten. Am 26. September desselben Jahres teilte Johannes Rupe dem Bergamt mit, dass die Hauptgewerken der Zeche Glücksfortgang in sein gemutetes Feld Louisen Glück eingefallen wären.

### Betrieb
Im Jahr 1786 wurde westlich vom Gut Kückshausen mit dem Abbau der Steinkohle begonnen. Im Jahr 1790 kam es wegen des Streites zwischen den Besitzern der Zechen Glücksfortgang und Louisenglück zu einer Verhandlung vor dem Berggericht Bochum. Grund für diesen Streit war die Überfahrung der Markscheide durch den Hauptgewerken der Zeche Glücksfortgang. Das Berggericht entschied, dass zwischen beiden Grubenfeldern ein Lochstein gesetzt werden sollte. Am 27. September des Jahres 1792 wurde an der festgelegten Markscheide zum Grubenfeld der Zeche Glücksfortgang ein Lochstein gesetzt. Der Lochstein wurde im Busch an einer Eiche gesetzt, etwa 118 Meter östlich des Schachtes Anfang. Der Zeche Glücksfortgang wurde durch das Berggericht das Grubenfeld östlich des Lochsteines zugewiesen. Zusätzlich durfte die Zeche Glücksfortgang den von ihr aufgefahrenen Stollen mitbenutzen. Der Stollen hieß seit diesem Zeitpunkt Louisenglücker Stollen. Danach erfolgte durch die Zeche Glücksfortgang kein weiterer Abbau in Richtung Osten. Bereits vor dem Jahr 1796 wurde die Zeche Louisenglück wieder außer Betrieb genommen. Am 23. Januar des Jahres 1802 wurde das Bergwerk wieder in Betrieb genommen. Ab dem 23. Januar desselben Jahres wurde im Feld der Zeche Louisenglück eine alte Abbaustrecke aufgewältigt. Anschließend wurde ab Mai desselben Jahres am Schacht Carl das Flöz Sengsbank abgebaut, später wurde das Flöz im Bereich von Schacht Wilhelm abgebaut. Im Jahr 1804 waren die Schächte Neuglück, Busch und Andreas in Förderung. Der Abbau des Flözes Sengsbank erfolgte bis zum Jahr 1807. Um den Abbau durchzuführen, wurden auf beiden Muldenflügeln weitere Schächte abgeteuft. Diese Schächte wurden zur Förderung mit Handhäspeln ausgerüstet. Im Februar des Jahres 1807 wurde die Zeche Louisenglück stillgelegt. Am 20. Februar des Jahres 1839 erfolgte die Umbenennung in Zeche Abendsonne. Am 3. September wurde die Zeche Abendsonne in Augenschein genommen. Am 1. April des Jahres 1843 wurde ein Geviertfeld verliehen. Ab dem Jahr 1888 wurde in der Nähe von Kückshausen vermutlich Stollenbau betrieben.

## Heutiger Zustand
Von der Zeche Louisenglück sind heute noch einige Pingen und Bergehalden erhalten geblieben. Südlich des Guts Kückshausen befinden sich die Pinge und die Halde des Schachtes Anfang. Südwestlich des Gutes Kückshausen liegen am Ebberg die Pinge und die Bergehalde des Schachtes Nr. 1. Hier liegen ebenfalls die Pinge und die Halde des Schachtes Nr. 2. Auch existiert am Ebberg noch südwestlich des Gutes Kückshausen die Pinge eines Lichtlochs. Diese Pinge und eine kleine Bergehalde sind die letzten Überbleibsel des Stollens der Zeche Louisenglück. Südlich des Guts Kückshausen ist auch noch der Lochstein vorhanden, er befindet sich am nördlichen Ebberg.